# Hvězdonice (stacja kolejowa)
Hvězdonice – stacja kolejowa w miejscowości Hvězdonice, w kraju środkowoczeskim, w Czechach. Znajduje się na linii kolejowej Čerčany - Světlá nad Sázavou. Znajduje się na wysokości 290 m n.p.m.
Jest zarządzana przez Správę železnic. Na stacji istnieje możliwość zakupu biletów i rezerwacji miejsc.

## Linie kolejowe
- 212 Čerčany - Světlá nad Sázavou